# ウェッズ

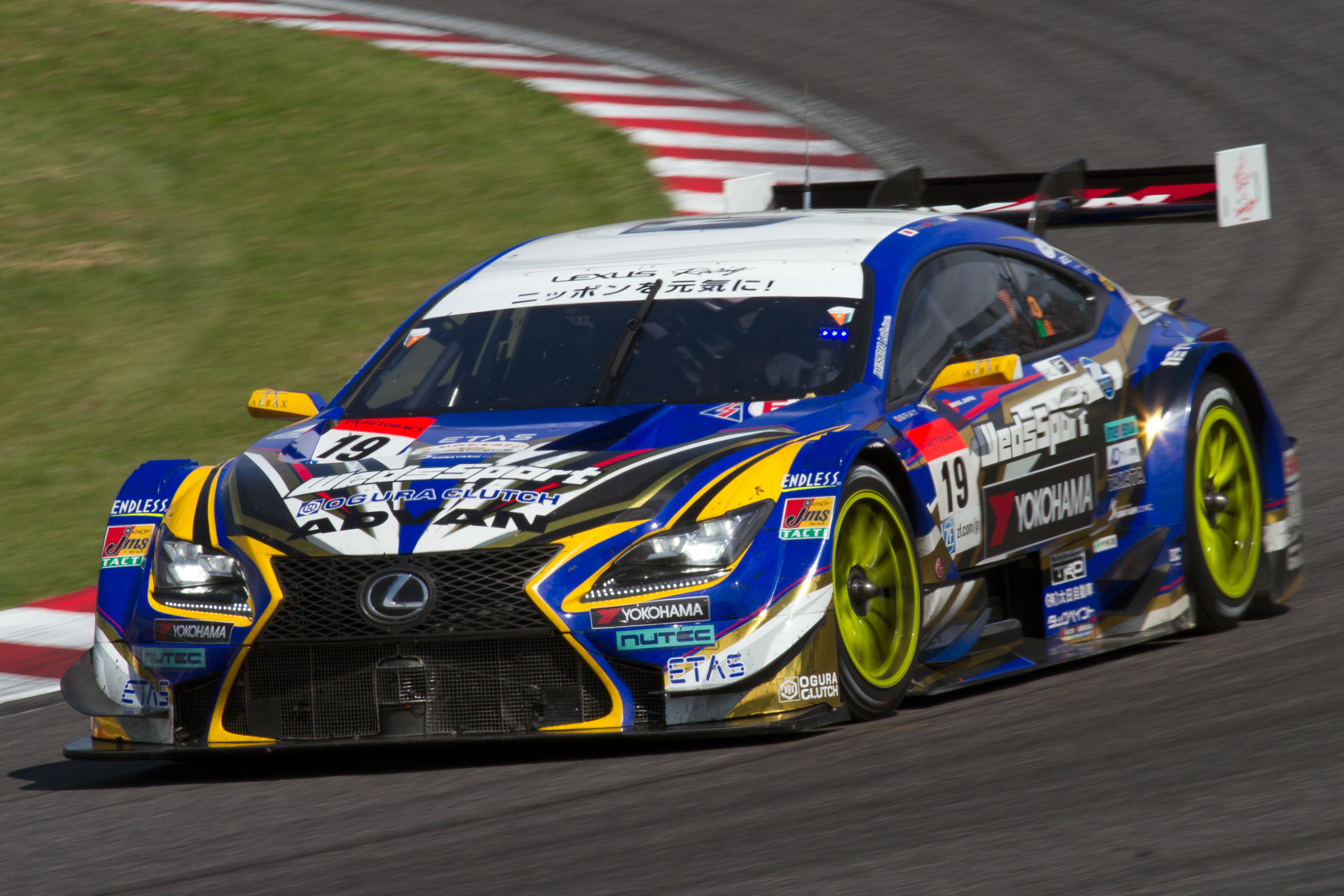
RACING TEAM BANDOHから参戦するマシン

株式会社ウェッズ（英: WEDS CO.,LTD.）は、東京都大田区に本社を置く、自動車用アルミホイール・スチールホイールを中心とした自動車部品・用品の販売会社。
SUPER GTに参戦するRACING PROJECT BANDOHのスポンサーとして有名。

## 沿革
- 1965年（昭和40年）10月 - 大阪市西区にて「日宝株式会社」として設立。
- 1973年（昭和48年）11月 - 日本シーラント株式会社のホイール部門を吸収。同時に「株式会社ウェッズ」に商号を変更。
- 1977年（昭和52年）4月 - 日本初のアルミ鍛造3ピースホイール「レーシングフォージ」販売開始。
- 1984年（昭和59年）4月 - 「ウェッズスポーツ」として、モータースポーツに積極的に参入。
- 1987年（昭和62年）9月 - ダイシン商事株式会社と合併。
- 1996年（平成8年）10月 - 自動車用品販売店「カーランドバーデン」1号店を愛知県安城市に開店。
- 1997年（平成9年）9月 - 東京証券取引所のジャスダック市場に株式を店頭公開。
- 2002年（平成14年）8月 - 子会社であった日本メルバー株式会社を清算。
- 2006年（平成18年）3月 - 株式会社スーパースター（現連結子会社）を設立し、旧株式会社スーパースターより3ピースアルミホイール製造・販売事業を譲受。
- 2015年（平成27年）1月 - 株式会社東京車輪の全株式のうち70％を取得し、子会社化。
- 2022年（令和4年）4月 - 東証の市場再編に伴い、株式をスタンダード市場に変更。

## グループ会社
- 株式会社バーデン
- 株式会社スーパースター
- 株式会社東京車輪
- 威直貿易（寧波）有限公司
- 株式会社ロジックス

## カタログモデル、ならびにキャンペーンガール
- 1996年　雛形あきこ
- 1997年　かとうれいこ
- 1998年　藤崎奈々子
- 1999年　優香
- 2000年　安西ひろこ
- 2001年　眞鍋かをり
- 2002年　乙葉
- 2003年　沢尻エリカ
- 2004年　若槻千夏（※キャンペーンガールは2005年も継続）
- 2005年　佐藤寛子
- 2006年　小倉優子
- 2007年　クリスティーナ
- 2008年　木下優樹菜
- 2009年　大島麻衣
- 2010年　杉本有美
- 2011年　菜々緒
- 2012年　中村アン
- 2013年　河北麻友子
- 2014年　筧美和子
- 2015年　新川優愛
- 2016年　大沢ひかる
- 2017年　岡田結実
- 2018年　柳美稀
- 2019年　黒木麗奈
- 2020年　神部美咲
- 2021年　宮本茉由
- 2022年　工藤美桜
- 2023年　尾碕真花
- 2024年　大久保桜子
- 2025年　鶴嶋乃愛